# قوش علیجان
قوش علیجان، از روستاهای بخش مرکزی شهرستان سرخس در استان خراسان رضوی است که در جنوب این شهر و در حاشیه جاده سرخس-مشهد قرار گرفته‌است. حدود ۱۱۰ سال پیش توسط سیستانی‌های که از سیستان به سرخس مهاجرت کرده‌اند، تأسیس شده‌است.
این مهاجرت تا ۴۰ سال پیش ادامه داشت و هم‌اکنون همه ساکنان این روستا سیستانی می‌باشند. ساکنین قوش علیجان از طریق کشاورزی و دامداری امرار معاش می‌کنند.
بر اساس سرشماری سال ۱۳۸۵ جمعیت آن ۱۹۰ خانوار و ۸۴۸ نفر 
است.